# Ruta 1275 (Lima)
La ruta 1275 (anteriormente CR71) o "la R" es una ruta de transporte público del área metropolitana de Lima, que conecta los distritos de San Martín de Porres y Santiago de Surco. El trayecto de esta ruta consta de 97 o 98 paradas dependiendo de la dirección y dura aproximadamente entre 1 hora con 40 minutos y 2 horas y media

## Características
Esta ruta de transporte público es operada por la Empresa de Transportes y Servicios Múltiples Grupo Diez S.A.C., pasando por los distritos de Lima y Callao.

### Autorización
La ruta 1275 se encuentra autorizada por la Municipalidad Provincial del Callao (MPC) y la Autoridad de Transporte Urbano (ATU).

## Trayecto
Los autobuses de la ruta 1275 comienzan a operar a las 4:10 a. m. y terminan a las 9:00 p. m.  por los distritos de San Martín de Porres, Los Olivos, Independencia, Callao, San Miguel, Magdalena del Mar, San Isidro, Miraflores, Surquillo, San Borja y Santiago de Surco en las provincias de Lima y Callao; pasando por importantes lugares como el Mercado Sarita Colonia, Royal Plaza, Mega Plaza Independencia, Plaza Norte,el Hospital II Lima Norte Luis Negreiros Vega, el Aeropuerto Internacional Jorge Chávez, UPC Campus San Miguel, Plaza San Miguel, Plaza Túpac Amaru, Hospital Víctor Larco Herrera, Pericultorio Pérez Araníbar, Open Plaza Angamos, Coliseo Eduardo Dibós, Real Plaza Primavera y UPC Monterrico
También se conecta con el Metropolitano a través de la Estación Angamos. Y con la Línea 1 del Metro de Lima con la Estación Angamos, dentro de un futuro se podrá conectar con la Línea 2 del Metro de Lima con la Estación Carmen de la Legua, con la Línea 3 del Metro de Lima con las estaciones Carlos Izaguirre y Tomás Valle, con La Línea 4 del Metro de Lima con las estaciones Aeropuerto, El Olivar, Quilca y Carmen de la Legua, Venezuela, Rafael Escardó y Pando y la Línea 6 en la estación Los Olivos, Tomás Valle y desde la Estación Lima, Ejército hasta la Estación UPC.

### Terminales
Su terminal de ida es en la Av. Pacasmayo a más de 200 metros la Av. Los Alisos, en San Martín de Porres, esta ruta no presenta ninguna terminal de vuelta, después de llegar a su paradero final de ida suele girar en U para iniciar su curso de vuelta.

### Recorrido
| Dirección                         | Avenidas y calles |
| --------------------------------- | --- |
| Ida Hacia Santiago de Surco       | Av. Pacasmayo - Av. Carlos Izaguirre - Av. Alfredo Mendiola - Av. Tomás Valle - Av. Elmer Faucett - Av. De Los Precursores - Av. Rafael Escardó - Av. La Marina - Av. Universitaria - Av. Lima - Jr. San Martín - Jr. Francisco Bolognesi - Av. Brasil - Av. Del Ejército - Av. José Pardo - Av. Comandante Espinar - Av. Angamos Oeste - Av. Angamos Este - Av. Primavera                                                     |
| Vuelta Hacia San Martín de Porres | Av. Primavera - Av. Angamos Este - Av. Angamos Oeste - Av. Comandante Espinar - Av. José Pardo - Av. Del Ejército - Jr, Diego Ferre - Av. Antonio José de Sucre - Jr. Miguel Grau - Av. Tacna - Av. Independencia - C. Diego Quispe Tito - Av. Universitaria - Av. La Marina - Av. Rafael Escardó - Av. De Los Precursores - Av. Elmer Faucett - Av. Tomás Valle - Av. Alfredo Mendiola - Av. Carlos Izaguirre - Av. Pacasmayo |